# 植竹公和
植竹 公和（うえたけ きみかず、1954年4月28日 - ）は、日本の放送作家、ソングライター。北海道函館市生まれ。北海道教育大学附属函館小学校卒業、同附属中学校卒業、函館ラサール高等学校、法政大学文学部卒業。横浜市在住。

## 経歴
高校生のとき、『北海道新聞』（北海道新聞社）主宰の有島武郎文学賞に入選。大学生の頃、『とびだせものまね大作戦』（フジテレビ）、『お笑い大集合』（フジテレビ）、『びっくりショー』（フジテレビ）でものまねチャンピオンを総なめする（主なネタはアメリカのテレビドラマ『コンバット!』（ABC）のオープニングの英語のナレーション、ベトコンとアメリカ兵の言い争い、イヴ・サン＝ローランと高田賢三の違いの形態模写、ドナルドダック、ワーナー・ブラザースのアニメ『ルーニー・テューンズ』内の『ロードランナー・ショー』などに登場するキャラクター、ロード・ランナー、『版画まんだら』の棟方志功、『徹子の部屋』（テレビ朝日）の黒柳徹子のリアクションのものまね（黒柳徹子本人もその映像を見て「似てる」と認める）、俵孝太郎、三遊亭円生、等など）。
また落語も特技としており、本牧亭、安田生命ホールで落語会を開いた。また大学三年の時には、三遊亭圓生の自宅に出向いて自ら出演交渉し、三遊亭圓生、金原亭馬生、春風亭小朝、春風亭柳朝、桂小南を呼び、九段会館で落語会の興行を打つ。
大学3年の頃、『みのもんたの激ラジモンターマン大逆襲』（文化放送）で近藤信明（現ブラザー・コーン）、徳永（現桂竹丸）らと出演。「関東乙女組」というユニットで活動し、放送作家として裏方もこなす。そこにゲストに来たツービートのマネージャーに、ブラザー・コーンとたけし軍団第一号としてスカウトされた（入団はせず）。
その後は本格的に放送作家の道に入り、『お笑いスター誕生!!』（日本テレビ）、『11PM』（日本テレビ）、『オレたちひょうきん族』（フジテレビ）、『上岡龍太郎がズバリ!』（TBS）、『草野☆キッド』（テレビ朝日）、『ブロードキャスター』（TBS）などを務めた。『GAHAHAキング 爆笑王決定戦』（テレビ朝日）では、再チャレンジを提案した爆笑問題が10週勝ち抜いている。『朝まで生テレビ!』（テレビ朝日）では、日下雄一プロデューサーの個人的ブレーンも務めた。
近年も番組構成や、「坊ちゃん5」の落語会のプロデュースを行う。渡辺正行のライフワークで、数々の芸人を輩出した「ラ・ママ新人コント大会」では、プロデュースのほか、司会も担当している。また、『特報ショーグルメ』（フジテレビ）では映画の『んなこと知ってる?!』のコーナー司会をやり、映画の中でスタッフが見切れていたり、関係ない物が映っていたり、編集がむちゃくな映画を指摘する企画がマニアックで好評で、雑誌『GORO』（小学館）で特集記事になる。また、『11PM』（日本テレビ）では構成とコーナー司会の出演。

## 歌う放送作家
「歌う放送作家」を自称（フレッド・アステア のミュージカル映画『踊るニュウ・ヨーク』からもじったもの）し、バンド活動を行っている。1980年代にはShibuya eggman、原宿クロコダイルなどのライブハウスで演奏していた。当時のメンバーは、友人の角松敏生ならびに角松のバックバンドらプロ・ミュージシャンであった。さらに、自らの作曲とボーカルで西武音楽祭に入賞するといった実績も持ち、杏里、角松敏生、南翔子、片岡鶴太郎、ジャドーズの楽曲を作曲作詞する珍しい放送作家。VOCAL,ベース、ギター、キーボードもこなし、音楽関係にも造詣が深い。また、スネークマンショーの「マンドラゴ」の台本作家と出演。歌う放送作家のキャッチコピーでラジカントロプス2.0（ラジオ日本）の司会を務め、芥川賞・直木賞を予想する大森望&豊崎由美の「文学賞メッタ斬り」の年二回の人気コーナーは両賞候補作家も拝聴しているほど。書籍化もされている。なお、ラジカントロプス2.0の終了後は特番として継続中である。松本隆との対談、番組企画も多数。
- 主な作曲
  - 杏里「MERCURY LUMP〜水銀灯〜」
  - 今井優子「airport」
  - 角松敏生「JUMPER」
  - 片岡鶴太郎&美保純「二人のメラメラ」他
- 主な作詞
  - 角松敏生、ジャドーズ、空と海と風と、浅野祥之、M.C.コミヤ「遣唐使です」

## 担当番組

### 現在
- 1億人の大質問!?笑ってコラえて!（日本テレビ）
- ノンフィクションW（WOWOW）
- JFN PARK　歌う放送作家! 植竹公和のアカシック・ラジオ

### 過去
- 11PM（日本テレビ）
- クイズ100人に聞きました（TBS）
- 歌謡ドッキリ大放送!!（テレビ朝日）
- 象印クイズ ヒントでピント（テレビ朝日）
- お笑いスター誕生!!（日本テレビ）
- オレたちひょうきん族（フジテレビ） - 「植竹シメサバ公和」名義
- クイズ地球まるかじり（テレビ東京）
- 夕やけニャンニャン（フジテレビ）
- ミュージックステーション（テレビ朝日）
- ザ・トップテン（日本テレビ）
- MTV（TBS）
- ミュージックフェア（フジテレビ）
- 対決!マイベスト10（テレビ東京）
- GAHAHAキング 爆笑王決定戦（テレビ朝日）
- まっ昼ま王!!（テレビ朝日）
- おもいっきりポコポコ（テレビ朝日）
- ブロードキャスター（TBS）
- 上岡龍太郎がズバリ!（TBS）
- 「カミングOUT！」（TBS） 「大瀧達郎」名義→イトイ式（TBS）
- はなまるマーケット（TBS）
- 明石家マンション物語（フジテレビ）
- 竹山先生?（テレビ東京）
- 天下統一CG将軍（BSジャパン）
- 草野☆キッド（テレビ朝日）
- TOKIO ROCK TV（テレビ東京）
- 小倉智昭のとことん気になる11時（文化放送）
- 音楽の神様（CS日本）
- グラミー賞授賞式中継（テレビ朝日）
- ザ・ガマン（フジテレビ）
- ザ・対決!（フジテレビ）
- 爆発!なべしま部屋（日本テレビ）
- ラジカントロプス2.0（RFラジオ日本）- 構成・司会
- 文学賞メッタ斬り　構成司会
- AuDee(オーディー) 歌う放送作家　植竹公和のアカシック・ラジオ　現構成司会